# 于登俊
于登俊（？—17世紀），開封府西華縣人，明朝、南明軍事人物。

## 生平
于登俊樣貌奇特，擅長騎射，勇敢機智，自詡為豪傑，但經常憑恃意氣，引來他人嫉妒。崇禎年間流寇越過黃河掠奪縣城，他計劃起兵抵抗，卻被誣陷遭巡撫逮捕至陳州；睢陳副使張甲看出他不平凡，為他證明清白，並授官練總。其時楊四、王三作亂，騷擾郾城，他率兵直搗二人巢穴，斬殺王三，於是餘眾平定。不久中原混亂，陳州、許州以南的城池殘破，死者眾多；范世增、袁耀宗、李奮文、劉馨、趙仕賢、金闕望、王玉璣、楊鳳起、王心升、黃啟明、王之屏、劉定國、馬沖霓、劉格、楊可前、張問明、胡養蒙、可登、申宗耿、曹鳳鳴、楊士珂、李琳、吳汝謙、楊大功、鄭時舉、樊瑞、劉魯地、謝皇恩、李攀桂、王心熙、韓蔚、王世雄都立寨自保，他也修寨招攬流亡，聚集民兵，告訴民眾：「我倡義保衛鄉里，若有人燒毀房屋、開掘墳墓、搶掠子女財物，都以軍法處置。」一時間部下紀律整齊，號令森嚴。
當時劉國能、一斗榖雖然也擁兵數萬人，卻依然不敢侵犯于登俊，土寇都歸附他；遠近人民聞風而至，於是他當地禮賢下士、照顧貧困、拯救疫疾、經營喪葬、興辦農桑，邑內西邊數百里人民安居樂業，不知外邊戰事頻繁。之後他陞任都督僉事護農總兵，他向鄉人說：「我不是為名聲，只是希望保住你們的桑梓農業而已。」河南失守，清朝朝廷打算起用他，他就閉門不出，死後人民都好像失去親人般哭喪。

## 引用
1. 1 2  錢海岳《南明史·卷三十九·列傳第十五》：于登俊，西華人。貌奇偉，工騎射，勇而多智，以豪傑自命，然好負氣，以此致忌。崇禎中，寇渡河，大掠郡邑，登俊欲起兵，有以蜚語中之者，巡撫逮至陳州，睢陳副使張甲識其為非常人，白其冤釋之，授練總。值楊四、王三亂，大擾郾城，登俊率兵直搗巢穴，禽三斬之，餘黨悉平，已以中原麋沸，陳、許以南多殘破，死者枕籍。范世增、袁耀宗、李奮文、劉馨、趙仕賢、金闕望、王玉璣、楊鳳起、王心升、黃啟明、王之屏、劉定國、馬沖霓、劉格、楊可前、張問明、胡養蒙、可登、申宗耿、曹鳳鳴、楊士珂、李琳、吳汝謙、楊大功、鄭時舉、樊瑞、劉魯地、謝皇恩、李攀桂、王心熙、韓蔚、王世雄皆立寨自保，登俊亦修寨招流亡，大集民兵，以告於眾曰：「吾倡義保鄉里，敢有燬舍發墓掠子女財帛者，以軍法從事。」一時旌旗壁壘，號令森嚴。
2. ↑  錢海岳《南明史·卷三十九·列傳第十五》：時劉國能、一斗榖各有眾數萬，畏之不敢犯，土寇咸歸焉。遠近紳民聞風至者數萬家，於是禮賢周貧，拯疫疾，營喪葬，興農桑，自邑以西數百里，家室安堵，春耕秋穫，熙熙然不知兵。累擢都督僉事護農總兵，登俊告其鄉人曰：「吾非為榮名，夙以保吾桑梓農業耳。」河南亡，清薦大用，乃歸杜門，蒔竹吟嘯。卒之日，民巷哭如喪所親。